# Иванов, Рихард
Ри́хард Ивано́в (латыш. Rihards Ivanovs; 8 апреля 1994, Резекне) — латвийский футболист, нападающий.

## Карьера
Воспитанник резекненского футбола, в 2010 году Рихард Иванов был приглашён в юношескую команду лиепайского «Металлурга». В 2011 году он в рядах «Варавиксне» начал выступать в Первой лиге Латвии.
В начале 2013 года Рихард Иванов перешёл в юрмальский «Спартак», где 16 мая дебютировал в Высшей лиге Латвии, выйдя на замену на 89-й минуте в матче с «Юрмалой» (1:0). Летом того же года Рихард Иванов покинул «Спартак» и присоединился к ДЮСШ Резекне, вернувшись в родной город.
В 2014 году выступал в чемпионате Эстонии за «Локомотив» (Йыхви), затем снова играл за «Резекне». По окончании сезона 2015 года покинул команду[какую?].
С 2016 года Рихард Иванов занимает должность генерального секретаря в ФК «Спартак» Юрмала.
Чемпион Латвии 2016 и 2017 года высшей лиги Латвии.